# VRF-Instanz
Eine VRF-Instanz bezeichnet eine im Cisco IOS und Routing-Hardware anderer Hersteller implementierte Funktion, die virtuelle Router auf einem physischen Router ermöglicht. Die Abkürzung VRF steht dabei für Virtual Routing and Forwarding.
VRF-Instanzen werden im Layer 3 des OSI-Modells verwaltet, jede Instanz kann dedizierte Routing-Prozesse und -Tabellen verwenden. Hierbei ist es möglich, dass zwei oder mehrere VRFs überlappenden IP-Adressraum nutzen. VRF-Instanzen werden häufig im VPN-Umfeld, wie z. B. MPLS-VPN, gebraucht, um Netze logisch voneinander zu trennen. Router-Schnittstellen („Interfaces“) lassen sich individuell dem VRF zuordnen.

## Die Rolle der VRF-Instanz
Die VRF-Instanz spielt die entscheidende Rolle in der Kontextuierung. Mittels VRF-Instanz können Routing-Informationen aus unterschiedlichen VPNs voneinander unterschieden werden. Die VRF-Instanzen kann man nach Belieben benennen.
Zum Beispiel mit:
```
ip vrf "name"
```

Damit ist der virtuelle Router unter einem Namen ansprechbar, nun muss nur noch eingestellt werden, wie die ein- und ausgehenden Routing-Informationen zu behandeln sind. Es wird jeweils eine eigene Routing-Tabelle angelegt.
```
! pro Instanz
route-target import xxxxx:xfortlaufend
route-target export xxxxx:xfortlaufend
```

## Merkmale einer VRF-Instanz
Durch das Anlegen eines virtuellen Routers entsteht ein komplett neues Netz, d. h. in der VRF-Instanz 1, 2, 3, …, n kann jedes Mal der komplette Adressraum vergeben werden und jedes ausgehende Interface einer jeder Instanz mit der gleichen IP-Adresse vergeben werden, obwohl für die angeschlossenen Hosts nur die Hosts derselben Instanz sichtbar sind. Eine Kommunikation zwischen Instanzen ist ohne internes, explizites Routing nicht möglich.